# Azuro
Pour plus de détails, voir Fiche technique et Distribution.
Azuro est un film dramatique français réalisé par Matthieu Rozé, sorti en 2022. Le film est écrit par Mathieu Rozé, dont c'est le premier long métrage, et Julie Peyr, d’après le roman de Marguerite Duras, Les Petits Chevaux de Tarquinia (1953).

## Synopsis
Lors d'un été caniculaire, des amis se retrouvent en vacances dans un village entre mer et montagne, sans réseau. Un homme mystérieux descend alors d'un bateau doré.

## Fiche technique
- Titre original : Azuro
- Réalisation : Matthieu Rozé
- Scénario : Matthieu Rozé et Julie Peyr
- Décors : Muriel Gilabert
- Costumes : Elisabeth Mehu
- Photographie : Georges Lechaptois
- Son : Maxime Gavaudan
- Montage : Elise Fievet
- Musique : Kid Francescoli
- Production : Véronique Zerdoun, Raphael Berdugo et Victorien Vaney
- Sociétés de production : Tabo Tabo Films[2] et Comic Strip Production[1]
- Sociétés de distribution : Paname Distribution
- Pays d'origine :  France
- Langue originale : français
- Format : couleur
- Genre : drame
- Durée : 100 minutes
- Dates de sortie :
  - France : 23 mars 2022
  - Québec :

## Distribution
- Valérie Donzelli : Sara
- Thomas Scimeca : Vadim
- Yannick Choirat : Pierre
- Maya Sansa : Gina
- Nuno Lopes : L'homme
- Florence Loiret Caille : Margaux
- Odilon Aubert Choirat : l'enfant
- Antoine Coesens : Giovanni
- Rose Timbert : Jeanne
- Adam Bessa : Kosta

## Tournage
Le film a été tourné en partie dans la madrague de Gignac, à Ensuès-la-Redonne en juillet 2020.